# Shallow Levée
Shallow Levée（淺堤、シャロウ・レヴィー）は、台湾・高雄のインディー・ポップバンド。
日々慌ただしく仕事や生活の思いを、台湾語と中国語歌詞やメロディーに表現されています。ボーカル兼ギタリストの依玲、ベーシストの方博、ドラマーの堂軒、ギタリストの紅茶と結成された4人グループです。音楽評論家・馬世芳は彼らの作品を「音楽の技術を持ちつづ、のどやかな感情も作品に感じれる。特に良いのは穏やかなボーカル、無理に引っ張ることがない声は、より強く聞こえる」と評価しました。
結成後発表した、デビュー作のデモ『Demo. 1』は、早速「怪手」一曲により2016 第7回金音奨「最優秀ロックシングル賞」を受賞、 結成直後注目され始めた。楽曲は主にボーカル依玲が日常生活の中にあるストーリーや繊細な思いをテーマに、中国語と台湾語で作詞を行うため、独特な表現や多彩な感情が歌詞に込められて、人々の心に染み渡る。
　
2017 年、彼らはEP『湯と海』のリリースをきっかけに、全国ツアーを開催、台北・高雄・香港で千人殺到のライフを行われた。それから、次々と台湾高雄大港開唱（Megaport Festival）、韓国Greenplugged などの大型コンサートに登場。2019 年で行った『陷眠』（Daydreaming）台灣ツアーは各公演売り切り、マスメディアに注目された。2020 年発表したデビューアルバム『The Village』は第 11 回金音奨「最優秀ロックアルバム賞」にノミネート、国内ツアーは来客3000人を超え。隔年リリースしたアルバム『Endless Playlist』も全国にて千人公演が行われた。

## 来歴
- 2015年3月、依玲、紅茶、大冠が3人グループ「蔡依玲バンド」を結成。
- 2015年10月、台湾の北中南部でツアー「共同経験」を行われた。
- 2015年11月、ドラマーの大冠は兵役に入るのため引退、Elephant Gymのドラマー嘉欽が代わりにドラマーを務めた。
- 2016年2月、バンド「少年白」の方博がグループに参加、ベーシストを担当。
- 2016年4月、バンド名は淺堤に変更。
- 2016年5月、映画『A Letter to Future Children 』に合わせてミニツアーを開催。手作りデモ『Demo. 1』をリリース[2]。
- 2016年9月、台湾の北中南部でツアー「まぼろし」を開催[3]。
- 2016年9月、人気曲「怪手」により第7回金音奨「最優秀ロックシングル賞」にノミネート[4]。
- 2017年9月、 Easy Shen が共同プロデュースした、デビューシングル『湯と海』を発表、リリースツアーも行われた[5]。
- 2019年2月、堂軒がドラマーとしてバンドに参加。
- 2019年8月、代表作の「Daydreaming」のMVが Facebook で公開、されに国内リリースツアーを開催[6]。
- 2019年9月、KKBOX、Spotify、Apple Music などのストリーミングサービスでシングル『Daydreaming』を発表[7]。
- 2020年6月18日、デビューアルバム『The Village』を発表。
- 2020年8月26日、Live EP『Live At 寶藏巖』をリリース。
- 2020年9月、『The Village』アルバムリリースツアーを行い、初めて千人公演を達成。三場の公演は高雄 LIVE WAREHOUSE、台中 Legacy と台北 Legacyで行われた。
- 2020年10月、『The Village』は第 11 回金音奨「最優秀ロックアルバム賞」にノミネート。
- 2021年3月16日、シングル『Taiwan, 365 Days! 』をリリース。公視テレビの台湾語番組『The Dreams of Our Youth』のために作ったオープニングソングです。
- 2021年12月1日、ニューアルバム『Endless Playlist』をリリース。
- 2022年2月22日、Live EP《Live On 臺華輪》をリリース。
- 2022年2月-3月、『Endless Playlist』のリリースツアーが千人殺到。高雄 LIVE WAREHOUSE、台中 Legacy と新北 Zepp New Taipeiで公演を行われた。
- 2022年5月10日、初めて海外ミュージシャンとコラボしたシングル『See Through the Dark feat. Joh Ung』を発表。共同作曲したのは韓国バンド Goonam のリードボーカル・Joh Ung（趙雄）。

## 作品

### デモアルバム
|   | 発売日        | タイトル                  | 曲目 |
| 1 | 2017年9月16日 | 《湯與海》 （Soup&Ocean） | 1. 魯冰花 The 50s 2. 高雄 Kaohsiung 3. 叨位是你的厝 Where Do You Belong 4. 你們的口 Nature's Perspective |

### EP
|   | 発売日        | タイトル                                                                | 曲目                                                 |
| 1 | 2016年5月14日 | 《Demo. 1》                                                             | 1. 怪手 Excavator 2. 多崎作 Colorless Youth          |
| 2 | 2019年8月23日 | 《陷眠》（Daydreaming）                                                 | 1. 陷眠 Daydreaming 2. 石頭 Wish Upon A Star         |
| 3 | 2021年3月16日 | 《青春咱的夢》（Taiwan, 365 Days!）                                     | 1. 青春咱的夢 Taiwan, 365 Days!                      |
| 4 | 2022年5月10日 | 《夜晚的牠知道 (Feat. Joh Ung)》 （See Through the Dark Feat. Joh Ung） | 1. 夜晚的牠知道 See Through the Dark (Feat. Joh Ung) |

### アルバム
|   | 発売日        | タイトル                          | 曲目 |
| 1 | 2020年6月18日 | 《不完整的村莊》（The Village）   | 1. 樹影 The Village 2. 永和 Yonghe 3. 信天翁 Albatross 4. 火車 Train 5. 月光 Moonlight 6. 陷眠 Daydreaming 7. 石頭 Wish Upon A Star 8. 多崎作 Colorless Youth 9. 薄冰上跳舞 Dancing on the Ice Lake 10. 傳道的人 Seeker                                                                               |
| 2 | 2021年12月1日 | 《婚禮之途》 （Endless Playlist） | 1. 下南州 Southbound 2. 禮物 Blessing 3. 水母漂 Jellyfish Float 4. 惦惦一下仔 Let Me Sit Here with You 5. 刺激2021 Get Busy Living 6. 恆春花絮 Warm Welcome 7. 呱呱墜地以後 After You’re Born 8. 西邊 West West Side 9. 夜晚的牠知道 See through the Dark 10. 又一個漫長的下午 Another Long Afternoon |

## パフォーマンス
2020年
- 12/19 「好了啦！超大聲 II」
- 12/28 「Code Name: "Light" Kaohsiung Century x Cultural Cruise」コンサート

2021年
- 2/19 【Weiwuying Showtime】淺堤「Nothing Happened」コンサート
- 4/24 Soul Wave Fest　所謂音楽祭
- 8/27 WINDIE Music　陰涼祭
- 10/30 Vegabond Festival　浪人祭
- 12/11 「MUSIC OASIS: Kabedon Prozac」コンサート
- 12/12 紅毛港「Homecoming」コンサート
- 12/24 誠品生活台北信義店リーディングコンサート
- 12/25 高雄「NEON PARTY 2.0」コンサート
- 12/26 慈湖クリスマス音楽祭

2022年
- 2/26 Small Oyster Rock　蚵寮漁村ロックフェス
- 2/28 Gong Sheng Music Festival　共生音楽祭
- 3/26 Megaport Festival　大港開唱
- 5/28 「Rebirt! Breaking Mud Fest. Kaohsiung」コンサート高雄
- 6/26 Resonate Platform Festival　共振月台音楽祭
- 7/24 SEA you there　島嶼フェスト
- 7/30 「2022 MLD Music Festival｜Chill-y Days」コンサート
- 8/14 Kaohsiung Ocean Party　高雄海フェス
- 8/14 Tainan Taiwanese  Festival　台南台湾語フェス
- 9/24 高雄リーディングフェス「音樂と文学の夜」コンサート
- 9/25  YumYum Market Festival　埕市鹽遊會
- 10/8 Vegabond Festival　浪人祭
- 10/23 ROCK IN TAICHUNG　台中ロックフェス
- 10/29 Takao Rock　打狗祭
- 11/6 Ciancao Try Try Festival　前草創創フェス

## 国内・海外公演
|        | 受賞名                   | 受賞作品                         | 部門                         | 曲名                                       | 備考       |
| ------ | ------------------------ | -------------------------------- | ---------------------------- | ------------------------------------------ | ---------- |
| 2016年 | 第7回金音獎              | 《Demo. 1》                      | 最優秀ロックソング           | 〈怪手〉 （Excavator）                     | ノミネート |
| 2020年 | 第11回金音獎             | 《不完整的村莊》（The Village）  | 最優秀ロックアルバム         | 《不完整的村莊》（The Village）            | ノミネート |
| 2021年 | 第1回 PlayMusic Awards   | 《不完整的村莊》（The Village）  | 年間最優秀インディーアルバム | 《不完整的村莊》（The Village）            | 受賞       |
| 2022年 | 第25回中華音楽人交流協會 | 《婚禮之途》（Endless Playlist） | 年間トップ10シングル         | 〈恬恬一下仔〉（Let Me Sit Here With You） | 受賞       |